# Константинос Паспатис
Константинос Паспатис (грч. Κωνσταντίνος Πασπάτης; Ливерпул Енглеска, 5. јун 1878 — Атина, 14. март 1903) био је грчки тенисер, учесник на првим Олимпијским играма 1896 у Атини.
Паспатис је освојио бронзану медаљу у појединачној конкуренцији. У првом колу поразио је представника Велике Британије и Ирске Џорџа Стјуарта Робертсона. Његов противник у другом колу био је његов колега Аристидис Акратопулос којег је такође поразио. У полуфиналу састао се са победником турнира ирским тенисером Џона Пајус Боланда и био поражен. Поражени у полуфиналу нису играли меч за треће место него су додељене две бронзане медаље, тако да је Паспатис поделио треће место са представником Мађарске Момчилом Тапавицом.
На турниру у игри мушких парова Паспатисов партнер је био Грк Евангелос Ралис. У првом колу су поражени од мешовите екипе грчко—египатски пар Дионисиос Касдаглис и Деметриос Петрококинос, тако да су у паровима делили 4-5 место.